# Кисіль Ярослав Валентинович
Кисіль Ярослав Валентинович (нар. 31 травня 2003 року) — український футболіст, захисник футбольного клубу |«Чорноморець».

## Кар'єра
Розпочинав грати у футбол за вишгородський «Діназ». Далі виступав за Олімпійський коледж імені Івана Піддубного та ДВУФК Дніпро.
З 2020 року виступає за «Зорю». Грав у чемпіонаті U-19 України та молодіжному чемпіонаті України. У 2021 році викликався до складу збірної України U-18. 18 листопада 2022 року дебютував у чемпіонаті України, вийшовши на заміну у переможному матчі проти «Олександрії», у якому його команда виграла 4:1.
15 лютого 2024 року приєднався до складу «Минаю». За новий клуб дебютував 7 березня того ж року, в матчі проти «Зорі».